# Woodlawn (Illinois)
Woodlawn is een plaats (village) in de Amerikaanse staat Illinois, en valt bestuurlijk gezien onder Jefferson County.

## Demografie
Bij de volkstelling in 2000 werd het aantal inwoners vastgesteld op 630. In 2006 is het aantal inwoners door het United States Census Bureau geschat op 645, een stijging van 15 (2,4%).

## Geografie
Volgens het United States Census Bureau beslaat de plaats een oppervlakte van 1,8 km², geheel bestaande uit land. Woodlawn ligt op ongeveer 151 m boven zeeniveau.

## Plaatsen in de nabije omgeving
De onderstaande figuur toont nabijgelegen plaatsen in een straal van 16 km rond Woodlawn.